# Kontrajugend

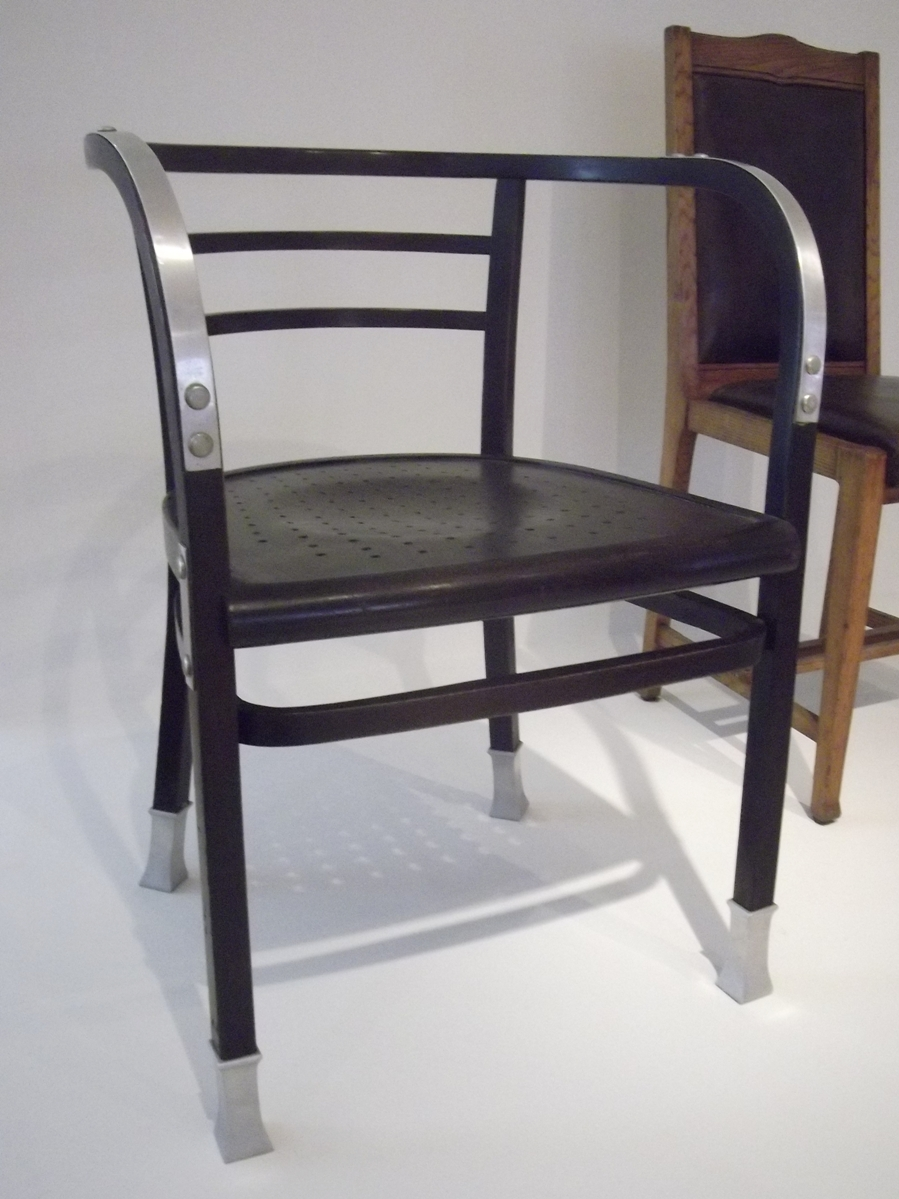
Stol av Otto Wagner i kontrajugend.

Kontrajugend eller wienerjugend var en stil som uppstod i slutet av jugendperioden och var en stramare och mer geometrisk variant av jugend/art nouveau gjord av konstnärer som låtit sig inspireras av Wiener Sezessionen, bland annat Wiener Werkstätte. På grund av detta kallas stilen även för wienerjugend. I Sverige var art nouveau redan från början genom influenser från nationalromantiken, vilken förekom parallellt i Sverige, mer återhållen än art nouveau på kontinenten. På grund av denna ibland subtila gradskillnad är det ofta en diskussionsfråga huruvida ett svenskt arbete definieras som kontrajugend eller bara jugend. Två förgrundsgestalter inom denna stilriktning var wienerkonstnärerna Otto Wagner och Josef Hoffman, och i Sverige Carl Bergsten. Ett i Sverige välkänt exempel på stilen är Waldemarsuddekrukan som formgavs av Prins Eugen 1915.